# Сајџил
Сајџил (такође познат и као "Sejjil" ili "Sejil"), је иранска двостепена балистичка ракета средњег домета (БРСД) с погоном на чврсто гориво, домета преко 2000 km.Њено тестирање је успешно изведено 12. новембра 2008. године. Према неким подацима, његов домет захвата Израел и југоисточну Европу, али Иран тврди како је пројектил развијен у обрамбене сврхе. Попут пројектила Фатих-110, Сајџил је код страних стручњака изазвао бојазан да је пројектован за ношење нуклеарне бојеве главе.

## Конструкција
Детаљи модела осим броја степена и кориштења чврстог горива нису објављени. Ипак, према доступним фотографијама се може закључити да је тело ракете веће од претходних модела попут Шахаба-3 (домета 2,100 km), што значи да Сајџил има много већи домет од објављеног, што ипак указује да је Сајџил представља велики искорак унапред ка градњи сложених балистичких ракета великог домета(ИКБР). Као оружје, Сајџил представља досад највећи изазов за иранске непријатеље, будући да су пројектили са чврстим погонским горивом мање уочљивији него они с течним горивом, који захтевају сложене припреме уочи лансирања Узи Рубин, израелски стручњак за балистичке ракете, назвао је Сајџил "потпуно новим пројектилом" који нема никаквих сличности с севернокорејским, руским, кинеским или пакистанским моделима исте категорије.